# Werner Hickel
Werner Hickel (* 1967 in Koblenz) ist ein deutscher Germanist und freier Autor.

## Werdegang
Hickel lebt seit 1990 in Köln, wo er Philosophie, Germanistik und Politik studierte und in Germanistik promovierte. Anschließend war er zuerst zunächst Assistent der Geschäftsleitung einer TV-Produktionsfirma, bevor er Ende 1998 gemeinsam mit einem Partner die auf Touristik spezialisierte Software-Firma Orange Travel GmbH & Co.KG gründete.
Hauptberuflich war er bis 2011 Lehrer am Einhard-Gymnasium in Aachen und arbeitete nebenberuflich als freier Autor. 2012 wechselte er als Lehrer für Philosophie und Germanistik an das Gutenberg-Gymnasium Bergheim. Seit 2015 ist er Schulleiter des Rurtalgymnasiums in Düren. Dort unterrichtet er praktische Philosophie und Deutsch.

## Publikationen
- Die fünfte Jahreszeit. Eine Liebesgeschichte im Karneval, Kiepenheuer & Witsch, Köln 2003, ISBN 978-3-462-03542-1
- Clever gründen – Realitätskunde für Selbständige, Deutsche Verlagsanstalt, Stuttgart München 2002, ISBN 978-3-421-05666-5
- Freund Hain, die erotische Süssigkeit und die Stille des Nirwanas. Thomas Manns Rezeption der Erlösungsthematik zwischen Schopenhauer, Nietzsche und Wagner, Verlag Dr. Kovač, Hamburg 1997, ISBN 978-3-86064-552-9